# Steven van der Heijden
Steven van der Heijden (Schaijk, 26 april 1999) is een Nederlands voetballer die als middenvelder speelt. Vanaf eind oktober 2024 komt hij uit voor De Treffers.

## Carrière
Steven van der Heijden speelde in de jeugd van FC Den Bosch, waar hij sinds 2017 in het tweede elftal speelt. In begin 2018 zat hij enkele wedstrijden op de bank bij het eerste elftal, maar debuteerde twee seizoenen later pas. Dit was op 12 augustus 2019, in de met 2-2 gelijkgespeelde uitwedstrijd tegen Jong PSV. Hij kwam in de 79e minuut in het veld voor Jizz Hornkamp.
Op 23 april 2021 maakte Van der Heijden zijn eerste doelpunt in het betaald voetbal. Thuis, in de met 7-0 gewonnen wedstrijd, tegen Roda JC Kerkrade maakt hij al in de 13e minuut de 3-0. Tijdens het seizoen 2023-2024 speelde Van der Heijden geen minuut en behoorde zelfs geen enkele maal tot de wedstrijdselectie. Zijn in de zomer van 2024 aflopende contract werd door FC Den Bosch dan ook niet verlengd.

### Statistieken
| Seizoen                   | Club           | Land           | Competitie     | Competitie | Competitie | Beker | Beker | Totaal | Totaal |
| Seizoen                   | Club           | Land           | Competitie     | Wed.       | Dlp.       | Wed.  | Dlp.  | Wed.   | Dlp.   |
| ------------------------- | -------------- | -------------- | -------------- | ---------- | ---------- | ----- | ----- | ------ | ------ |
| 2019/20                   | FC Den Bosch   | Nederland      | Eerste divisie | 3          | 0          | 0     | 0     | 3      | 0      |
| 2020/21                   | FC Den Bosch   | Nederland      | Eerste divisie | 19         | 1          | 0     | 0     | 19     | 1      |
| 2021/22                   | FC Den Bosch   | Nederland      | Eerste divisie | 29         | 1          | 1     | 0     | 30     | 1      |
| Carrièretotaal            | Carrièretotaal | Carrièretotaal | Carrièretotaal | 51         | 2          | 1     | 0     | 52     | 2      |
| Bijgewerkt op 10 mei 2022 |                |                |                |            |            |       |       |        |        |